# 寒窓寺
寒窓寺（かんそうじ）は、岐阜県海津市南濃町上野河戸にある釈迦如来を本尊とする臨済宗妙心寺派の寺院で、山号は菩提山。高須藩主小笠原氏ゆかりの寺。
奈良時代に行基が開いたという伝説がある。臥龍山菩提寺と呼ばれたこの寺は中世に廃絶したという。江戸時代に入り、高須藩主となった小笠原貞信が承応3年（1654年）に没した息女の寒窓寺殿霜山月清大姉を追福するために再興した。
寺宝として市指定の文化財となっている平安時代の武装半跏像と小笠原氏の菩提であり大正時代に廃寺となった禅海寺から移された阿弥陀如来の頭部、鎌倉時代の釈迦如来立像を所蔵する。また、小笠原貞信より下された安堵状も文化財に指定されている。